# Rothesay Bay
Rothesay Bay è un sobborgo della città di North Shore, in Nuova Zelanda, situato nella regione delle baie della costa orientale. Esso ha circa le stesse dimensioni di Murray Bay, sobborgo con il quale confina immediatamente a sud.
Il nome deriva da una piccola insenatura nel Golfo di Hauraki, alla quale si può avere accesso attraverso la Rothesay Bay Road. Accanto alla spiaggia, vi è un piccolo parco rettangolare nel quale scorre un ruscello, denominato anch'esso Rothesay Bay. A nord del sobborgo vi è Browns Bay.
Particolare del quartiere è la costante brezza marina che vi spira, a causa della sua posizione che permette ai venti di creare un imbuto di correnti.

## Società

### Evoluzione demografica
La popolazione al 2006 ammontava a 5.019 persone, con un aumento di 606 individui dalla registrazione effettuata nel 2001.

## Amministrazione
Rothesay Bay è sotto l'amministrazione locale del Consiglio Cittadino di North Shore.